# Раутанен, Мартти
Ма́ртти (Ма́ртин) Ра́утанен (фин. Martti Rautanen; 10 ноября 1845, Тикопись, Ямбургский уезд, Санкт-Петербургская губерния — 19 октября 1926, Олуконда, Ошикото или Овамболенд) — лютеранский пастор и миссионер, основатель Евангелическо-лютеранской церкви Намибии, первый переводчик Библии и Нового Завета на язык ошивамбо.

## Биография
Родился 10 ноября 1845 года в деревне Тикопись Ямбургского уезда Санкт-Петербургской губернии, в бедной, но очень набожной ингерманландской семье.
В середине XIX века в Ингерманландии большую популярность набрало религиозное движение духовного пробуждения. Под влиянием проповедей пастора прихода Новасолкка и прочитанной духовной литературы Мартти ещё юношей решил стать миссионером.
В 1862 году с благословения родителей он переезжает в Финляндию и поступает в миссионерскую школу в Хельсинки, которую успешно заканчивает в 1868 году, став проповедником-миссионером.
24 июня 1868 года Мартти Раутанен с четырьмя финскими проповедниками отбыл из Финляндии в Овамболенд (на территории современной Намибии).
Из порта Уолфиш-Бей миссионеры предприняли путешествие через земли племени гереро, с апреля 1869 года они провели там более года.
В июле 1870 года они наконец добрались до территории народа овамбо, тогда же среди тропических лесов прошло первое богослужение.
Служение миссионера в стране, населённой одними лишь язычниками было очень трудным. Мартти с проповедями посещал такие места, попасть в которые можно было лишь прорубая себе дорогу среди джунглей топором. Несколько раз язычники пытались застрелить или отравить его. Но ему помогал дар проповедника и исключительная способность к языкам. Кроме того Мартти Раутанен досконально изучил быт местных жителей и часто помогал им полезными советами в самых разных жизненных ситуациях. Многие миссионеры уезжали не выдержав трудностей, но Мартти Раутанен продолжал своё служение, прожив в Африке 56 лет.
В 1872 году Мартти Раутанен женился на дочери немецкого миссионера Франца Генриха Кляйншмидта, Анне Фредерике (Фриде) Кляйншмидт. У них было восемь детей, однако только трое из них дожили до совершеннолетия, пятеро умерли от малярии в раннем возрасте.
В 1880 году им была основана миссия Олуконда.
В 1885 году он начал переводить Библию и Новый Завет на местный язык ошивамбо.
Кроме богослужений, Мартти Раутанен активно занимался этнографическими исследованиями. Собранная им этнографическая коллекция в настоящее время хранится в Национальном музее Финляндии.
Он делал метеорологические наблюдения и собирал гербарии из местной флоры. В 1885—1886 годах во время экспедиции Франца Адольфа Эдуарда Людерица в Западную Африку, его посетил швейцарский ботаник Ханс Шинц, который был восхищён собранной Раутаненом коллекцией и назвал в его честь местное дерево монгонго (Ricinodendron Rautanenii).
В 1891 году его жена Анна Фредерика с детьми уехала в Финляндию.
В 1903 году на ошивамбо был опубликован Новый Завет.
В 1924 году на ошивамбо была опубликована Библия.
В 1925 году усилиями Мартти Раутанена появились первые местные пасторы.
Скончался 19 октября 1926 года в миссии Олуконда, в Намибии. Незадолго до смерти он получил почётную степень доктора богословия Университета Хельсинки. Его называли апостолом земли Амбо.
Местные жители называли его Накамбале — «тот, кто носит шляпу». Он любил носить шляпу, которая местным жителям напоминала небольшие корзины — окамбале. Это местное прозвище выбили на его могильной плите.
Его старшая дочь Анна стала женой немецкого миссионера Германа Торнеса, младшая дочь Йохана работала в Финляндском миссионерском обществе, сын Рейнольд продолжил миссионерское служение отца в Африке.
Мартти Раутанен один из самых известных ингерманландских финнов, книги о нём изданы на многих языках мира.

## Фото

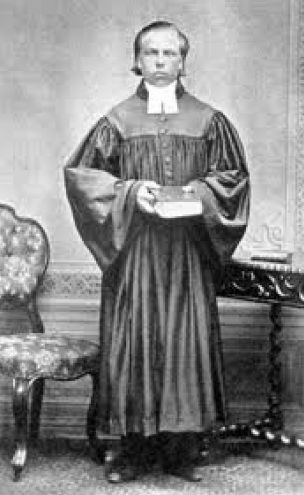
Мартти Раутанен. 1862 год
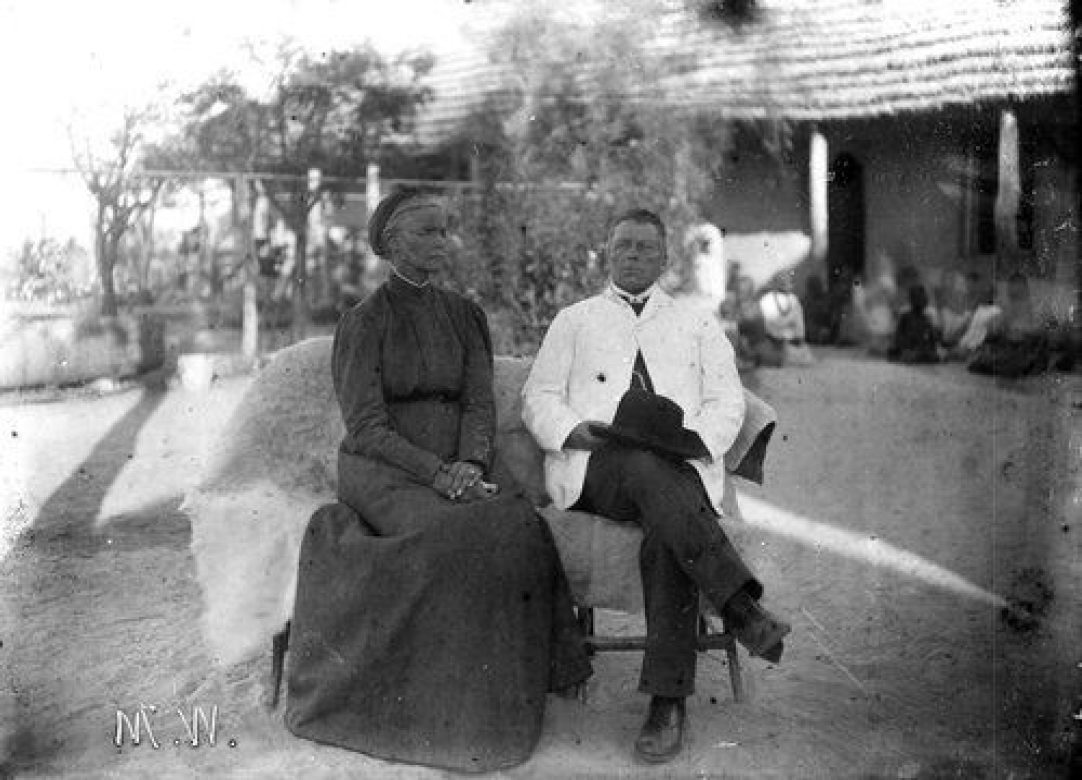
Мартти Раутанен с женой. 1890 год
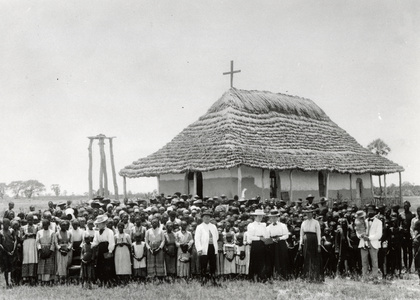
Мартти Раутанен в миссии Олуконда. Намибия. 1899 год

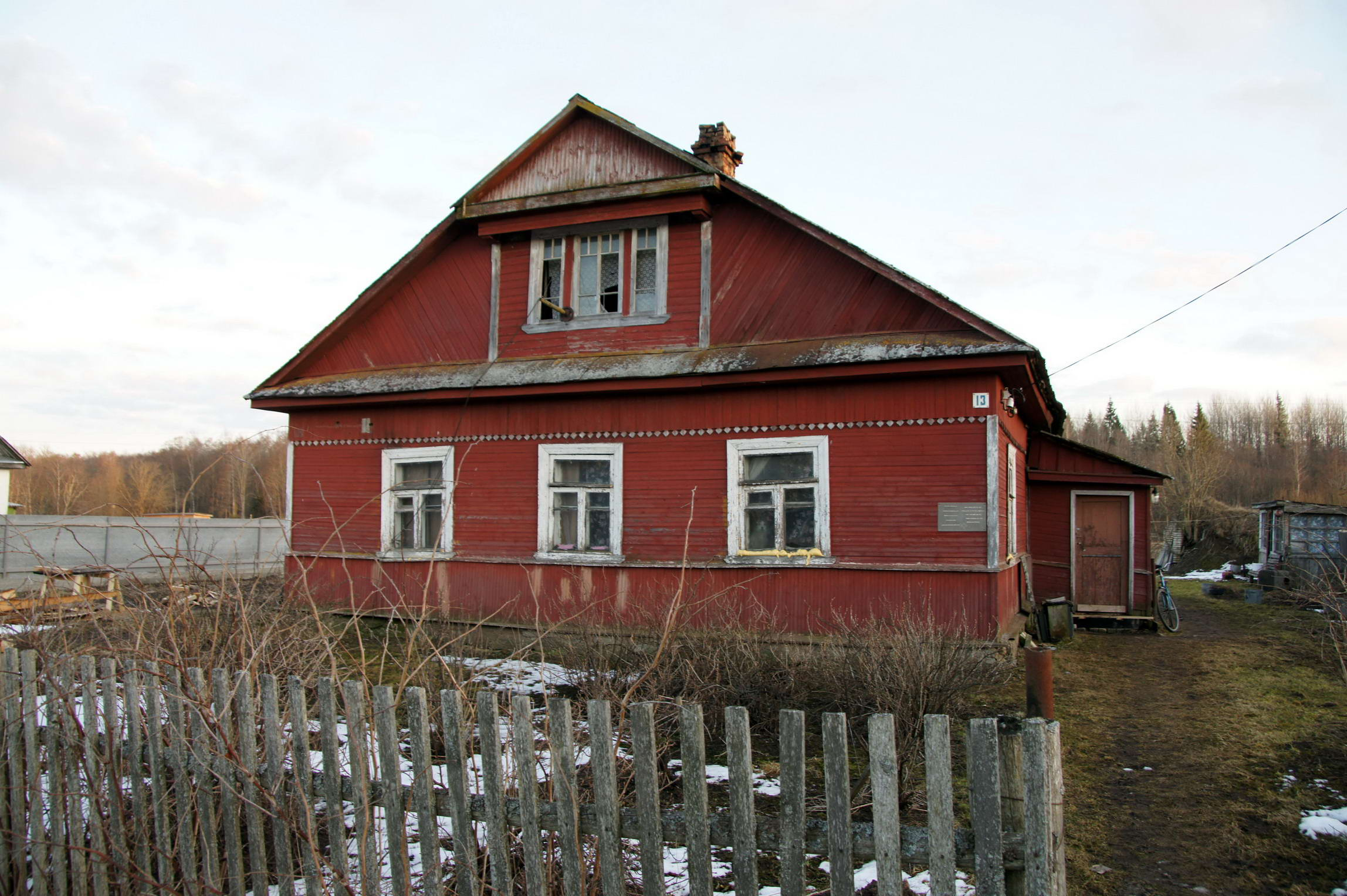
Дом Мартти Раутанена в деревне Тикопись. 2014 год
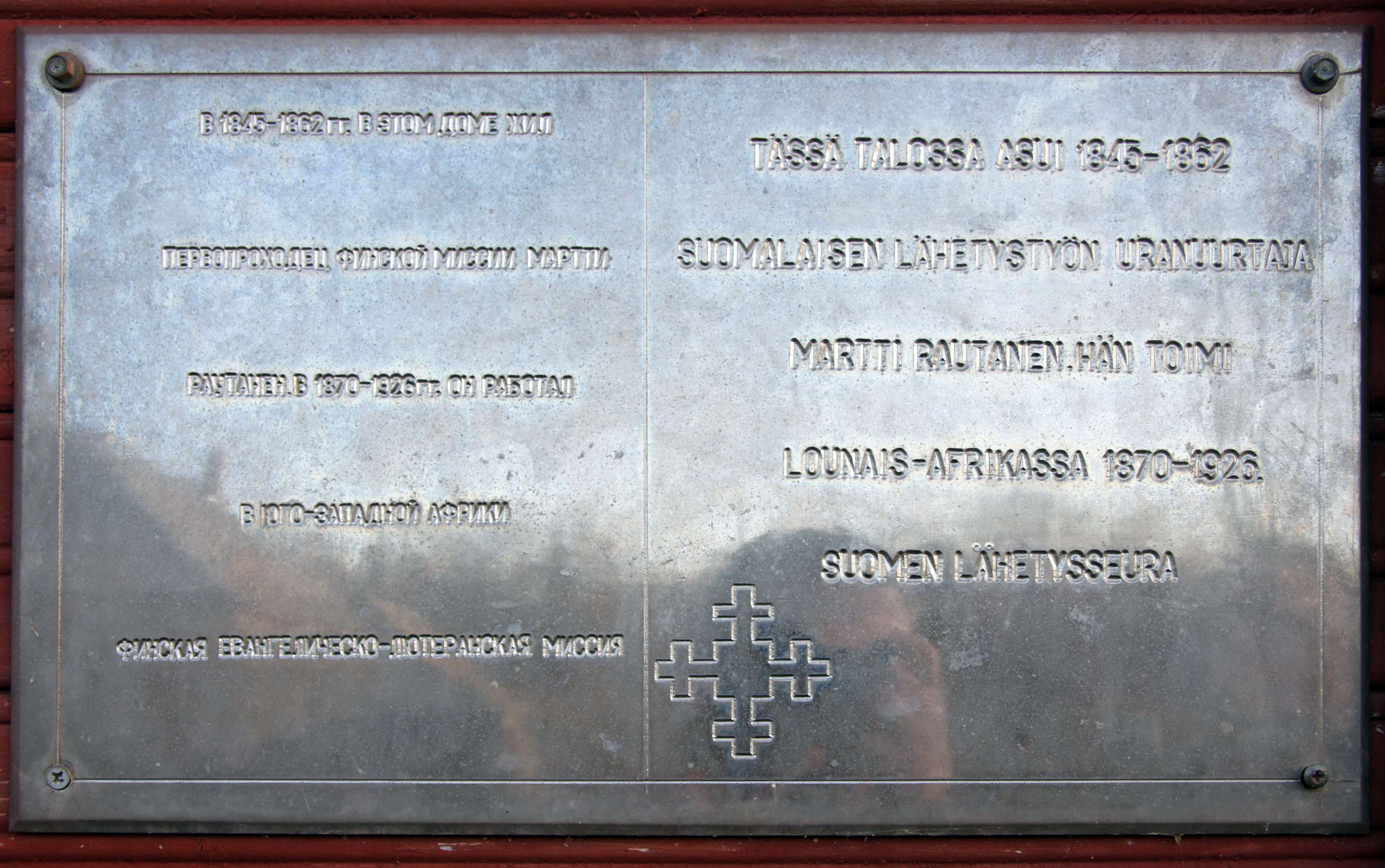
Памятная табличка на доме Мартти Раутанена. 2014 год